# Zöld Mihály
Zöld Mihály (Végvár, 1880. március 16. – Végvár, 1931. július 21.) bánsági magyar költő, református lelkész, egyházi író.

## Élete
Apja Zöld Mihály Végvári református lelkész, anyja Fábián Gizella (Fábián Gábor tudós professzor és Szakál Rozália lánya), unokatestvére Szakál Lajosnak, a „Cimbalom” című népdalkötet szerzőjének.
Iskoláit szülőfaluja református iskolájában kezdte, mely ma is fennáll, s a Bánát Romániához csatolt részének legnagyobb magyar falusi népiskolája. A középiskola első osztályától a Hódmezővásárhelyi református gimnáziumban vizsgázott mint magántanuló színjeles eredménnyel. Azután három osztályt a Temesvári Piarista Gimnáziumban végzett. Innen az evangélikusok Szarvasi iskolájába került s az érettségi után Debrecenben a református teológiára iratkozott 1898 szeptemberében. Itt mint IV. éves teológus kivételesen köztanítói és esküdtfelügyelői tisztséget is viselt (rendesen csak végzett teológusok jutalmazása ez). 1902 nyarán Hódmezővásárhelyre ment káplánnak a nagytudományú Szeremlei Sámuel mellé, majd 1903 őszén Makón káplánkodott.
1904 tavaszán a Szilágysámsoni református gyülekezet választotta lelkészéül, ahol négy évig maradt (1904-1908). Édesapja halála után szülőfaluja hívta meg papjául 1908-ban s attól kezdve ott működött.
Apai és anyai ágon irodalommal foglalkozó elődökre tekinthetett vissza, mégis keveset írt az 1918-as nagy tragédiáig, melynek szomorú valósága és leverő tényei elől menekült az irodalom gyógyító forrásaihoz. Már előbb lelkészi aljegyzője volt a Békésbánáti Református Egyházmegyének, mikor pedig bekövetkezett a Bánáti rész leszakítása, a Bánáti református Egyházmegye bizalma ültette Szabolcska Mihály esperessége mellett a főjegyzői székbe. A „Vöröskereszt” hadielismervénnyel és ezüstéremmel, szülőfalujának társadalmi és gazdasági egyesületei pedig elnökséggel, díszelnökséggel tüntette ki. 1926-tól, Szabolcska Mihály utódjaként esperes. Végül folyó év tavaszán a Temesvári Arany János Társaság tiszteletbeli tagjául választotta és ugyanakkor Jókai című ódáját dicséretre érdemesítette.

## Művei
Első írásai a Debreceni Főiskolai Lapokban jelentek meg, vers és próza műfajában vegyesen. Dolgozott a „Debreceni Lelkészi Tár” című tízkötetes vállalkozásba (1917).
1919-től kezdve mintegy 30 verse jelent meg a következő irodalmi termékekben:
- Temesvári Hírlap (1919)
- Újélet, Temesvár (1919)
- Szegedi Új Nemzedék, (1920)
- Magyar Nép, Kolozsvár (1922, 1923, 1924.)
- Magyarok Naptára, Kolozsvár (1922)
- Erdélyi Magyar Naptár, Kolozsvár (1923, 1924)
- Jópásztor, Máramarossziget (1924, 1925)
- Harangszó, Székelyudvarhely (1923, 1924)
- Hangya Naptár, Nagyvárad (1925)
- Református Naptár, Máramarossziget (1925)

Könyvalakban megjelent műve „ A református gyermek első valláskönyve”, amely pályázaton nyertes vallástani kézikönyv, a királyhágómelléki Református Egyházkerület kiadványa (Nagyvárad 1923.).
Soli Deo Gloria! E könyv (ismeretlen) idősebb Zöld Mihály végvári ref. lelkész hagyatéka. 1908. április 20-án bekövetkezett halála után örökölte fia: ifjabb Zöld Mihály akkori szilágysámsoni, később végvári lelkész s bánáti ref. esperes (1926 december 8-tól). Jegyzette 1918. augusztus 2-án Zöld Mihály ref lelkész.
Bódis Ferenc ref. lpr.

## Életútja
Középiskolai tanulmányait a nagyenyedi Bethlen Gábor Kollégiumban, a teológiát 1898–1902 között Debrecenben végezte. Hódmezővásárhelyen és Makón volt segédlelkész. Ezt követően előbb Szilágysámsonban, 1908-tól Végváron lelkész, 1926-tól, Szabolcska Mihály utódjaként esperes.

## Munkássága
Verseit, cikkeit a Magyar Nép, Protestáns Szemle, Egyházi Újság, Temesvári Hírlap, Délmagyarországi Közlöny, Déli Hírlap közölte. Református valláskönyvet szerkesztett az elemi iskolák I. és II. osztálya számára (Nagyvárad, 1923; újrakiadása Nagyvárad, 1937). Versei, amelyek közül többet megzenésítettek, halála után jelentek meg Orth Imre szerkesztésében Az én világom címmel (Végvár, 1934).